# Ganesha (sứa lược)
Ganesha là một chi của sứa lược. Đây là chi duy nhất trong họ Ganeshidae và bộ Ganeshida. Hai loài hiện đã được công nhận: Ganesha elegans và Ganesha annamita.